# Rio Guamá
Der Guamá (portug.: Rio Guamá) ist ein 160 km langer rechter, von Süden kommender Nebenfluss des Tocantins im Norden Brasiliens im Bundesstaat Pará. An ihm liegen die Städte São Miguel do Guamá und Belém (Mündungsort und Seehafen). Nebenflüsse sind der Acará, Capim und der Moju.